# Bibio spectabilis
Espèce
Bibio spectabilis est une espèce fossile d'insectes diptères de la sous-famille des Bibioninae (famille des Bibionidae).

## Classification
L'espèce Bibio spectabilis est publiée en 1937 par le paléontologue français Nicolas Théobald (1903-1981),. 

### Fossiles
L'holotype A 36 ♀, de l'ère Cénozoïque, et de l'époque Oligocène (33,9 à 23,03 Ma) vient des terrains d'Aix-en-Provence dans les Bouches-du-Rhône (marnes calcaires séparant des bancs de gypse), et des collections de l'Institut géologique de Lyon. Il y a aussi un cotype A 96 de même provenance et un échantillon Am 78 du Muséum de Paris.

### Confirmation du genre
En 2017John Skartveit et André Nel confirment l'appartenance de cette espèce au genre Bibio,

### Étymologie
L'épithète spécifique spectabilis signifie en latin « spectabulaire ».

## Description

### Caractères
Diagnose de Nicolas Théobald en 1937, : ce diptère bibion est un « insecte noir, ailes foncées atteignant exactement l'extrémité de l'abdomen. Tête sphérique, thorax ovale presque aussi large que long; suture transversale peu marquée, scutellum petit. Abdomen allongé, un peu plus large que le thorax, forme ovoïde, maximum de largeur dans la moitié antérieure. Pattes velues, assez fortes. Balanciers à longue tige, massue en forme d'haltères. Ailes grandes, bord antérieur presque droit jusqu'au quart externe, sommet arrondi, stigma noir assez long, nervation du type Bibio (v. fig.). »..

### Dimensions
La longueur totale est de 10,5 mm ; la tête a une longueur de 1 mm ; le thorax a une longueur de 2,75 mm et une largeur de 2,25 mm ; l'abdomen a une longueur de 6,25 mm et une largeur de 2,5 mm ; les ailes ont une longueur de 7,5 mm et une largeur de 3 mm.

### Affinités
Cette espèce est voisine du Bibio moestus Heer, cité à Aix, mais sans figurer aucun exemplaire. Heer attribue à Bibio moestus des ailes qui semblent transparentes. Mais ici les ailes portent encore par endroits des taches noires provenant de restes de matière organique.

## Biologie
« Le g. Bibio est universellement répandu. Il vit sur les plantes ; les larves se développent dans la terre, dans les déchets des animaux ou dans les débris végétaux. ».
Les Bibionidés sont parmi les insectes autochtones caractéristiques de la station. Leurs larves sont aquatiques ; ils vivent dans des forêts marécageuses d'eaux douces. Les conditions de vie ont dû être semblables à celles des forêts-galeries actuelles des grands fleuves d'Afrique ou d'Amérique du Sud. Des chapelets de lacs et de lagunes s'étendent en bordure des mers oligocènes.
La subsidence du milieu a permis un ensevelissement rapide des insectes qui n'ont pas été exposés longtemps aux agents atmosphériques, ce qui a permis la conservation de leurs teintes. Il est possible qu'ils aient été asphyxiés par des émissions volcaniques du volcan de Beaulieu,.

### Publication originale
- [1937] Nicolas Théobald, « Les insectes fossiles des terrains oligocènes de France 473 p., 17 fig., 7 cartes,13 tables, 29 planches hors texte », Bulletin Mensuel de la Société des Sciences de Nancy et Mémoires de la Société des sciences de Nancy, Imprimerie G. Thomas,‎ 1937, p. 1-473 (ISSN 1155-1119 et 2263-6439, OCLC 786027547). .